# Tetraponera amargina
Tetraponera amargina is een mierensoort uit de onderfamilie van de Pseudomyrmecinae. De wetenschappelijke naam van de soort is voor het eerst geldig gepubliceerd in 2004 door Xu & Chai.